# Ueken

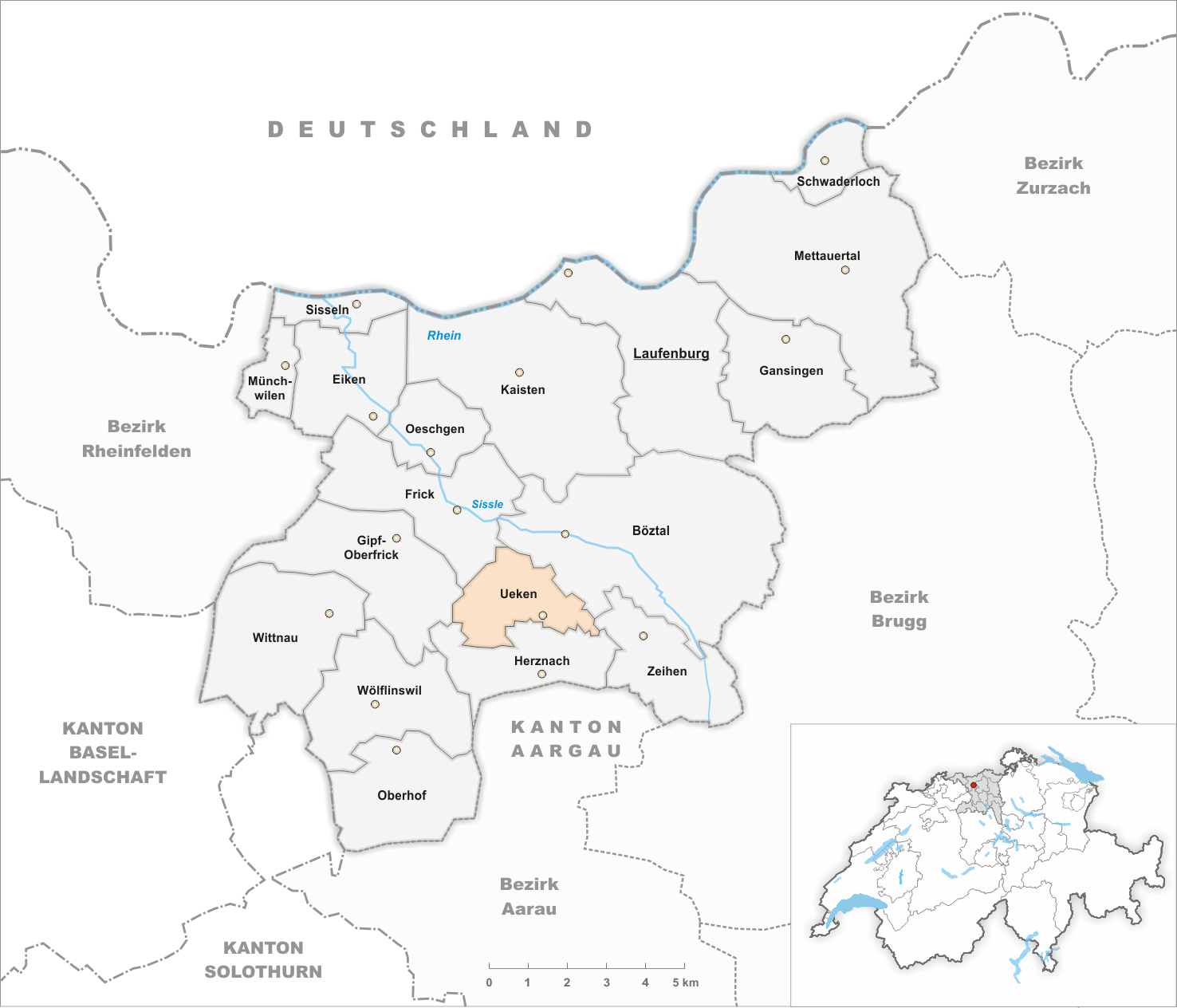
Gemeindestand vor der Fusion am 1. Januar 2023

Ueken (schweizerdeutsch: ˈykχə) ist eine Ortschaft in der politischen Gemeinde Herznach-Ueken im Schweizer Kanton Aargau. Sie gehört zum Bezirk Laufenburg und liegt im Südosten der Region Fricktal. Bis zum 31. Dezember 2022 bildete Ueken eine eigene politische Gemeinde.

## Geographie
Das Dorf liegt im Staffeleggtal, einem Seitental der Sissle. Ueken besteht aus zwei Dorfteilen, dem Oberdorf im Süden und dem etwas versetzt liegenden Unterdorf im Norden. Das rund 200 Meter breite Tal wird auf beiden Seiten von Hügeln des Tafeljuras begrenzt, die im unteren Bereich steil aufragen und im oberen Bereich in ausgedehnte Hochebenen übergehen. Es sind dies der Hinterberg (525 m ü. M.) im Nordosten, der Egg (518 m ü. M.) im Osten, der Birch (498 m ü. M.) im Südosten, der Hübstel (529 m ü. M.) im Südwesten und die weitläufige Chornberg-Hochebene im Westen. Die einzelnen Hügel werden durch kurze, tief eingeschnittene Seitentäler voneinander getrennt.
Die Fläche des Gemeindegebiets beträgt 510 Hektaren, davon sind 200 Hektaren bewaldet und 51 Hektaren überbaut. Der höchste Punkt liegt auf 555 m ü. M. auf der Chornberg-Hochebene, der tiefste auf 370 m ü. M. am Staffeleggbach. Nachbargemeinden waren Frick im Nordwesten, Böztal im Nordosten, Zeihen im Osten, Herznach im Süden und Gipf-Oberfrick im Westen.

## Geschichte
Die Gegend um Ueken war vermutlich während der Römerzeit besiedelt. Im Herbst 2015 wurden in einer Kirschbaumplantage auf dem Chornberg insgesamt 4166 römische Münzen ausgegraben, die aus der Zeit um 295 n. Chr. stammen. Die erste urkundliche Erwähnung von Itken erfolgte im Jahr 1337 in einem Urbar der Grafen von Habsburg-Laufenburg. Der Ortsname stammt vom althochdeutschen Utinghofun und bedeutet bei den «Höfen der Sippe des Uto». 1386 ging der gesamte Besitz der Habsburg-Laufenburger an die ältere Linie der Habsburger über. Diese verpfändeten nach dem Waldshuterkrieg von 1468 das gesamte Fricktal an Burgund. Als die Burgunder von den Eidgenossen während der Burgunderkriege vernichtend geschlagen worden waren, kam Ueken 1477 wieder unter österreichische Herrschaft.
Nach der Reichsreform des österreichischen Kaisers Maximilian I. im Jahr 1491 gehörte Ueken zu Vorderösterreich und lag in der Landschaft Fricktal, einer untergeordneten Verwaltungseinheit der Kameralherrschaft Rheinfelden (ab 1752 im Oberamt Breisgau). Während des Schwabenkriegs von 1499 zogen Berner und Freiburger Truppen plündernd durch die Dörfer nördlich der Staffelegg bis hinunter nach Frick. 1609 kam es zu einem Grossbrand infolge Blitzeinschlags, der 30 Häuser und Scheunen mit Getreide- und Heuvorräten vernichtete. Im 17. Jahrhundert gab es kaum längere Friedenszeiten. Der Rappenkrieg, ein Bauernaufstand, dauerte von 1612 bis 1614. Der Dreissigjährige Krieg, der zwischen 1633 und 1638 auch das Fricktal erfasste, warf das Dorf in seiner wirtschaftlichen Entwicklung zurück. Auch während des Pfälzischen Erbfolgekriegs (1688–1697) zogen fremde Truppen durch die Region.
1797 wurde das Fricktal nach dem Frieden von Campo Formio ein französisches Protektorat. Während des Zweiten Koalitionskrieges verlief hier die Frontlinie zwischen den Armeen Frankreichs und Österreichs. Am 20. Februar 1802 erfolgte die Gründung des Kantons Fricktal, der sich im August der Helvetischen Republik anschloss. Das im Distrikt Frick gelegene Dorf war somit schweizerisch geworden. Seit dem 19. März 1803 gehört Ueken zum Kanton Aargau. Im selben Jahr erfolgte die Trennung von Herznach und die Bildung einer eigenständigen Gemeinde.
Im Jahr 1804 verlieh die Gemeinde dem Politiker und Schriftsteller Heinrich Zschokke das Bürgerrecht. Nach dem Ausbau der Staffeleggstrasse erlebte Ueken einen wirtschaftlichen Aufschwung. In Ueken wurde von 1810 bis 1834 Strassenzoll für das Befahren der Passstrasse erhoben. Nach der Eröffnung der Bözbergeisenbahn im Jahr 1875 ging die Bedeutung des Transportgewerbes rasch zurück. Fast während des gesamten 20. Jahrhunderts stagnierte die Einwohnerzahl. Seit Beginn der 1980er Jahre hat sie sich jedoch aufgrund verstärkter Bautätigkeit mehr als verdoppelt.

## Wappen
Die Blasonierung des Gemeindewappens lautet: «In Gelb schwarzes Wasserrad mit acht Schaufeln.» Zwar war schon 1945 der Grundsatzentscheid zur Einführung eines Wappens gefällt worden, doch die Angelegenheit zog sich aufgrund chronischer Überlastung der kantonalen Wappenkommission jahrelang dahin. Verschiedene Motive wurden vorgeschlagen, darunter Pflug, Ähre und Hufeisen. Schliesslich fiel 1963 die Wahl auf ein Wasserrad, welches Bezug auf die unter Heimatschutz stehende Mühle nimmt.

## Bevölkerung
Die Einwohnerzahlen entwickelten sich wie folgt:
| Jahr      | 1768 | 1850 | 1900 | 1930 | 1950 | 1960 | 1970 | 1980 | 1990 | 2000 | 2010 | 2020 |
| Einwohner | 224  | 319  | 279  | 329  | 335  | 338  | 329  | 360  | 470  | 687  | 861  | 909  |

Am 31. Dezember 2022 lebten 975 Menschen in Ueken, der Ausländeranteil betrug 19,1 %. Bei der Volkszählung 2015 bezeichneten sich 38,4 % als römisch-katholisch und 18,8 % als reformiert; 42,8 % waren konfessionslos oder gehörten anderen Glaubensrichtungen an. 94,2 % gaben bei der Volkszählung 2000 Deutsch als ihre Hauptsprache an, 1,2 % Englisch und 1,0 % Albanisch.

## Politik und Recht
Die Versammlung der Stimmberechtigten, die Gemeindeversammlung, übt die Legislativgewalt aus. Ausführende Behörde ist der fünfköpfige Gemeinderat. Er wird im Majorzverfahren vom Volk gewählt, seine Amtsdauer beträgt vier Jahre. Der Gemeinderat führt und repräsentiert die Gemeinde. Dazu vollzieht er die Beschlüsse der Gemeindeversammlung und die Aufgaben, die ihm vom Kanton zugeteilt wurden. Für Rechtsstreitigkeiten ist in erster Instanz das Bezirksgericht Laufenburg zuständig. Ueken gehört zum Friedensrichterkreis X (Mettau).

## Wirtschaft

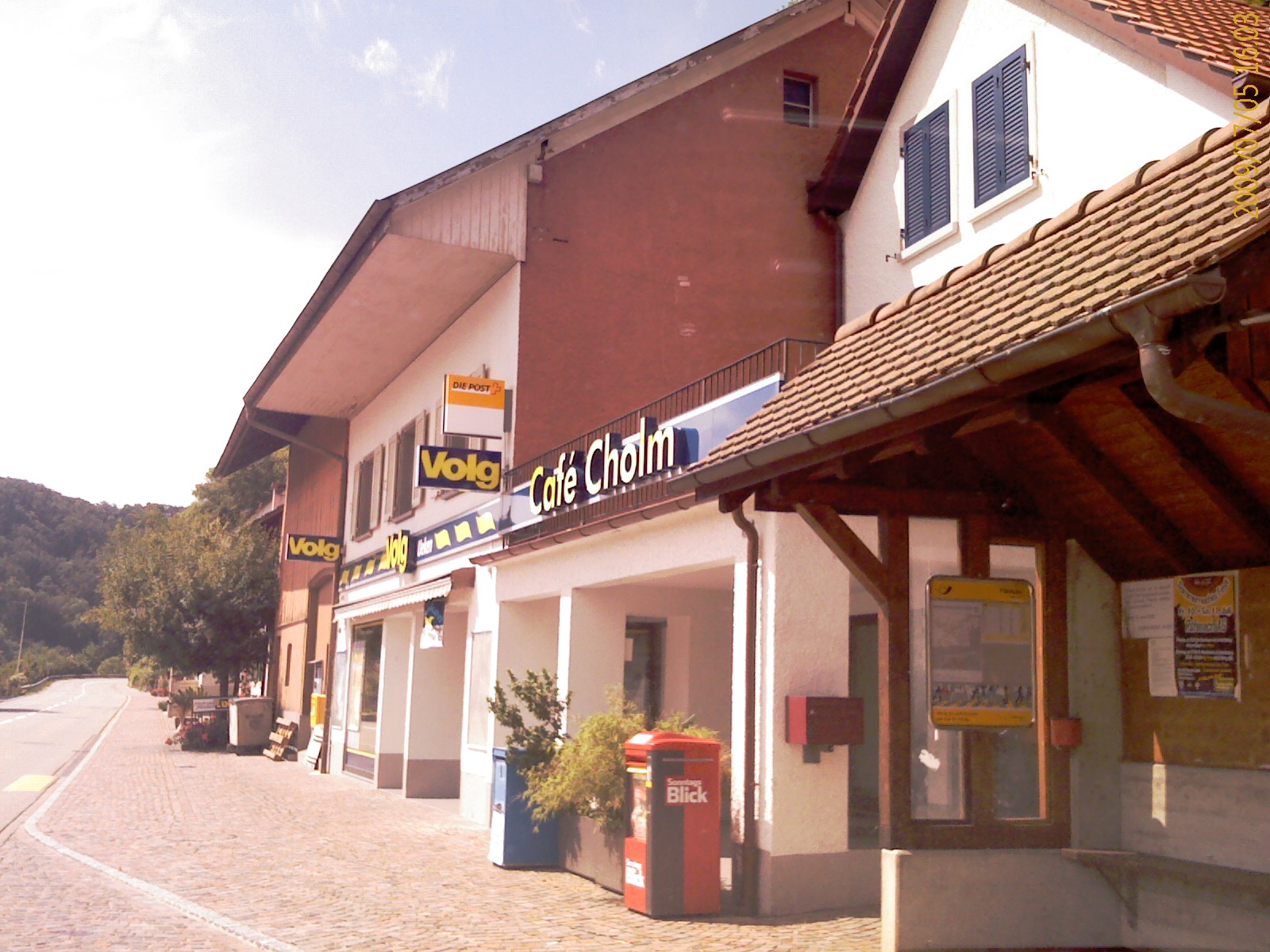
Volg-Laden, Bushaltestelle und Café Cholm im Zentrum von Ueken

In Ueken gibt es gemäss der im Jahr 2015 erhobenen Statistik der Unternehmensstruktur (STATENT) rund 140 Arbeitsplätze, davon 33 % in der Landwirtschaft, 24 % in der Industrie und 43 % im Dienstleistungssektor. Die meisten Erwerbstätigen sind Wegpendler und arbeiten in den grösseren Gemeinden des Fricktals sowie in der Region Aarau.
Von grosser Bedeutung ist seit jeher der Weinbau. Am exponierten Südhang der Egg war im Jahr 2018 eine Fläche von 5,8 Hektaren mit Reben bestockt. Angebaut werden über ein Dutzend verschiedene Sorten, wobei Blauburgunder, Chardonnay, Pinotage und Sauvignon Blanc vorherrschend sind.

## Verkehr
Ueken liegt an der Hauptstrasse 24 über die Staffelegg, der wichtigsten Verbindung zwischen Aarau und dem Fricktal. Zweieinhalb Kilometer nördlich von Ueken befindet sich bei Frick ein Autobahnanschluss der A3.

### Öffentlicher Verkehr
Die Anbindung an das Netz des öffentlichen Verkehrs erfolgt durch eine Postautolinie, die vom Bahnhof Aarau nach Laufenburg führt. An Wochenenden verkehrt ein Nachtbus zum Bhf Frick
- 135 Aarau Bahnhof – Küttigen – Staffelegg – Densbüren – Herznach – Ueken – Frick (–Laufenburg)
- N97 Frick Bahnhof  – Hornussen – Bözen – Effingen – Zeihen – Herznach – Densbüren – Asp AG – Herznach – Ueken – Frick Bahnhof

## Bildung
Die Gemeinde verfügt über einen Kindergarten und ein Schulhaus, in dem die Primarschule unterrichtet wird. Alle Oberstufen (Bezirksschule, Sekundarschule und Realschule) können in Frick besucht werden. Die nächstgelegenen Gymnasien sind die Alte Kantonsschule und die Neue Kantonsschule, beide in Aarau.

## Persönlichkeiten
- Albert Ursprung (1862–1935), Nationalrat und Bundesrichter
- Gustav Adolf Ursprung (1865–1923), Nationalrat
- Rudolf Schmid-Hollinger (* 1935), Pflanzensammler und Lehrer
- Ehrenbürger: Heinrich Zschokke (1771–1848), Theologe, Staatsmann, Journalist, Naturforscher und Erzähler